# Rüsten
Rüsten bezeichnet in der Technik die Tätigkeiten, das Betriebsmittel eines Arbeitssystems (Maschine, Fertigungsstelle, Einzelanlage oder Anlagenstraße und so weiter) für einen bestimmten Arbeitsvorgang einzurichten, sie beispielsweise mit den notwendigen Werkzeugen (Gussform, Stanzwerkzeug usw.) zu bestücken, sowie die Aktivitäten, das Betriebsmittel wieder in den ungerüsteten Zustand zurückzuversetzen.

## Abgrenzung zum einmaligen Umrüsten
Das Rüsten einer von vornherein umrüstbar konzipierten Werkzeugmaschine oder Produktionsanlage ist ein regulär wiederkehrender Vorgang im Gegensatz zu einer nur einmalig vorgenommenen Umrüstung z. B. eines verbrennungsmotorgetriebenen Fahrzeugs auf Elektroantrieb.

## Betriebswirtschaftliche Bedeutung des Rüstens
Während des Rüstens werden Maschinen nicht produktiv genutzt. Es entsteht kein Produkt. Das bedeutet, dass die Investitionen (Maschinen) während des Rüstens keinen Ertrag bringen. Daher betrachtet man diesen Faktor in der Kostenrechnung und -kalkulation.
Ursprünglich betrachtete man Rüsten als einen relativ unveränderlichen Teil der Auftragszeit. Um die Kosten des Rüstens zu optimieren, entwickelten Ingenieure schon früh Berechnungen zum Minimieren der Gesamtkosten. Die erste bekannte Lösung für das Problem wurde 1913 von dem amerikanischen Ingenieur Ford W. Harris vorgestellt. Im deutschsprachigen Raum entwickelte Kurt Andler einen eigenen, im Vergleich mit der Harris-Formel auch genaueren Ansatz, den er jedoch zugunsten der Harris-Formel aufgab, die in Deutschland unter der Bezeichnung Andler-Formel bekannt wurde.
Nach dem Ende des Zweiten Weltkriegs sahen vor allem japanische Unternehmen sich gezwungen, zu Gunsten höherer Flexibilität mit ungünstig kleinen Losgrößen zu arbeiten. Insbesondere Toyota entwickelte unter der Federführung von Taiichi Ōno und Shigeo Shingō ein Produktionssystem, in dem unter anderem Rüstzeiten systematisch reduziert wurden. Nach Aussagen von Ohno reduzierte Toyota die mittlere Rüstzeit zwischen 1945 und 1971 von drei Stunden auf drei Minuten. Zusammen mit anderen Maßnahmen wurde der japanische Denkansatz inzwischen zum vorherrschenden Produktionsparadigma.

## Rüstkosten
Aus den genannten Umständen ist der Begriff der Rüstkosten ebenfalls schwierig einzugrenzen. Die Definition der Rüstkosten als durch Rüsten entstehenden Kosten führt in der Praxis oft zu auf die Kostenart Rüsten gebuchte Kosten. Direkt dem Rüsten zuordenbar sind die Kosten für Arbeitstätigkeit sowie die anteiligen Kosten der eingesetzten Betriebsmittel. Vielfach werden auch die Opportunitätskosten der nicht-produzierenden Maschine herangezogen.

## Rüsten in der Praxis
Als Entscheidungskriterium für Rüsten wird häufig die beobachtbare Zuordbarkeit verwendet. Als Rüsten werden nur die Aktivitäten betrachtet, die direkt einem bestimmten Auftrag zuzuordnen sind. Die Grauzone der Tätigkeiten ist allerdings recht breit. So enden verschiedene sachlich dem Rüsten zuzuordnende Tätigkeiten in der Praxis in den Gemeinkosten und andere, eher nicht dem Rüsten zuzuordnende Tätigkeiten im Rüsten. Meist orientiert sich der betrachtete Rüstbegriff auf das primäre Betriebsmittel (beispielsweise ein Bearbeitungszentrum, eine Nibbelmaschine oder eine Tiefziehpresse). Man betrachtet vereinfacht nur rüstbedingte Stillstandszeiten dieser Betriebsmittel als Rüstzeit und die in dieser Zeit anfallenden Arbeitsschritte als Rüsten.

## Rüstzeit
Wie alle Zeitarten gliedert REFA die Rüstzeit in Grund-, Erholungs- und Verteilzeit.
{\displaystyle t_{r}=t_{rg}+t_{rer}+t_{rv}\,}
{\displaystyle \textstyle t_{r}} Rüstzeit
{\displaystyle \textstyle t_{rg}} Die Rüstgrundzeit entspricht der Arbeitszeit von Menschen, die mit Rüsten verbracht wird.
{\displaystyle \textstyle t_{rer}} Erholungszeit des Menschen bezogen auf die Rüsttätigkeiten.
{\displaystyle \textstyle t_{rv}} Verteilzeit für die Rüsttätigkeiten.

## Ermittlung von Rüstzeiten
Die Ermittlung von Rüstzeiten ist eine der schwierigsten Aufgaben des Arbeitsstudiums. Zum einen handelt es sich um selten ausgeführte Tätigkeiten bezogen auf die Anzahl der Wiederholungen im Produktionsprozess. Dadurch ist der Übungseffekt recht niedrig. Andererseits erschwert die Zweiteilung des Vorgangs zwischen Auf- und Abrüsten sowie die Probleme bei der Trennung zwischen Abrüsten des vorhergehenden und dem Aufrüsten des nachfolgenden Arbeitsgangs die Datenermittlung.
Meist werden Rüstzeitaufnahmen durch vorbereitende Beobachtungen der Aktivitäten und Gespräche mit dem rüstenden Personal vorbereitet. Eine Festlegung der Abläufe vor der Zeitaufnahme ist meist nicht möglich, da die Häufigkeit von Störungen und die Abfolge der Tätigkeiten zu erratisch ist. Das Fehlen von Wiederholungen in den Abläufen reduziert zudem noch die Aussagewahrscheinlichkeit und die Vergleichbarkeit von Ablaufabschnitten. Bei entsprechender Wichtigkeit wird meist eine Rüstmatrix aufgestellt. In einer Rüstmatrix werden die bekannten Konfigurationen der Maschine in Titelspalte und -zeile aufgeführt. Im Schnittpunkt sammelt man Rüstvorgänge von einer bekannten Konfiguration zu einer anderen bekannten Konfiguration auf. So können mehrere gleichartige Rüstvorgänge mehrfach erfasst werden. Da die Datenermittlung dadurch auf verhältnismäßig lange Zeiträume verteilt wird, kann das Gleichbleiben der Systemelemente nicht als sicher angenommen werden. Das Verfahren ist personalintensiv, so dass häufig Selbstaufschreibungen des Rüstpersonals die Beobachtung durch Arbeitsstudienleute ersetzen.
|                 | Konfiguration A | Konfiguration B | Konfiguration C | Konfiguration D |
| --------------- | --------------- | --------------- | --------------- | --------------- |
| Konfiguration A | -               |                 |                 |                 |
| Konfiguration B |                 | -               |                 |                 |
| Konfiguration C |                 |                 | -               |                 |
| Konfiguration D |                 |                 |                 | -               |

Weil die Lehren der japanischen Ingenieure inzwischen breit in der westlichen Welt Einzug gehalten haben, sinkt gleichzeitig die relative Wichtigkeit von Rüstzeitbetrachtungen, da der Anteil der Rüstzeit an der Produktionszeit sinkt. Somit ist die Ermittlung von Rüstzeiten am Anfang des 21. Jahrhunderts möglicherweise unzeitgemäß geworden.